# Teatro Tagore
El Teatro Tagore es un centro de espectáculos culturales ubicados en el Sector 18, Chandigarh en el país asiático de la India. Fue diseñado por el arquitecto Chandigarh, quien formó parte del equipo de Corbusier, y también fue rector de la Escuela de arquitectura Chandigarh. Aaditya Prakash también ha diseñado algunas residencias en la ciudad, una de los cuales esta en el mismo sector y se llama Kailash Bhavan.
El nombre del teatro viene de Rabindranath Tagore, un Premio Nobel de la India.